# Making Love
Making Love é um filme estadunidense de 1982 dirigido por Arthur Hiller.

## Sinopse
Zack Elliot (Ontkean) é um jovem médico bem sucedido da região de Los Angeles, casado com Claire (Jackson), igualmente uma bem sucedida executiva de uma rede de televisão. Estão casados há oito anos. Formam um casal relativamente feliz em seu relacionamento, compartilhando seu amor pela dupla de compositores Gilbert e Sullivan e pelos poemas de Rupert Brooke. Há pouco compraram uma casa maior juntos, com planos de aumentar a família.
No entanto, sem Claire saber, Zack vem lutando contra um sentimento de atração por outros homens. Ele pega homens em seu carro e começa a frequentar bares gays em West Hollywood na hora do almoço, apesar de não aceitar totalmente sua sexualidade. Isso muda quando conhece Bart McGuire (Hamlin), um novelista que o procura para tratar de assuntos médicos. Bart leva uma vida hedonista livre, procurando múltiplos parceiros sexuais e frequentando discotecas gays. Zack e Bart sentem-se silenciosamente atraídos um pelo outro e resolvem sair para almoçar juntos. Alguns dias depois, Zack liga para Bart e o convida para jantar. Ele mente para Claire, dizendo que vai trabalhar até mais tarde. Zack e Bart encontram-se de noite na casa deste último, conversam e Zack se diz ainda incapaz de considerar-se "gay", preferindo intitular-se um "curioso". Pela primeira vez Zack faz sexo com outro homem. Pede a Bart para passar a noite com ele mas Bart, seguindo seu padrão habitual, o manda embora. No entanto, apesar da resistência de Bart, pouco acostumado a relacionamentos estáveis, aos poucos ambos vão se envolvendo cada vez mais.
Claire, preocupada com o distanciamento em seu casamento, pede a seu chefe uma licença por um ano. Ao invés disso, é promovida e mandada para Nova York, numa viagem de fim-de-semana. Zack aproveita a oportunidade e passa mais tempo com Bart. Eles acabam brigando porém de noite, na cama, Zack confessa estar apaixonado por Bart. No dia seguinte, com medo de seus sentimentos cada vez mais fortes com relação ao parceiro, Bart o manda embora de novo.
Bart percebe que está interessado em Zack mas que não está preparado para o nível de comprometimento que Zack espera. Ele é visto pela última vez no filme de volta ao circuito, caçando homens.
Quando Claire volta da viagem, Zack pede para conversar com ela e confessa sua atração por outros homens. Apesar de Claire dizer que pode aceitar qualquer coisa que Zack lhe diga, ela reage mal à revelação e expulsa Zack de casa. Alguns dias depois, uma Claire emocional revista as roupas do marido e acha uma caixa de fósforos com um nome de homem e um número escritos nela. Ela localiza o homem, o procura e os dois conversam. Claire pensa, à primeira vista, ser ele o "outro homem". Ela descobre através dele que os homossexuais podem ter uma vida normal e feliz. Claire então tenta convencer Zack a permanecer casado com ela, mesmo que ele tenha casos com outros homens ao mesmo tempo, mas ele não aceita. Diz ainda que já tem um outro emprego em vista em Nova York, trabalhando com pacientes de câncer. Ao final, ambos concordam com o divórcio.
O filme acaba alguns anos no futuro, quando a morte de uma amiga em comum traz Zack de volta a Los Angeles. Zack está vivendo em Nova York uma relação estável com outro homem. Claire se casou novamente e tem um filho pequeno, chamado Rupert (nome que os dois haviam sonhado dar ao filho, caso o tivessem). Depois do funeral, Zack e Claire conversam sobre suas vidas e expressam sua própria felicidade e gratidão com a felicidade do outro.